# Кујто
Кујто (рус. Куйто) су три језера у Русији. Налазе се на територији Республике Карелије. Површина језера износи 257 km².